# 不合帖木儿
不合帖木儿（Buqa Temür，?—?），又稱禿里帖木兒、托喀帖木兒。察合台之玄孫，莫圖根之曾孫，不里之孫，揩打密之子，察合台汗国的第九任可汗。
1271年，海都杀死察合台汗聂古伯，立不合帖木儿为可汗。不合帖木儿无法抑制阿鲁忽的后代和八剌的后代对他的不满情绪，《史集》紀載1282年被阿鲁忽的后代和八剌的后代陰謀推翻，八剌之子都哇即位。